# دانی اشتاینمان
دنی اشتاینمان (انگلیسی: Danny Steinmann؛ ۷ ژانویهٔ ۱۹۴۲ – ۱۸ دسامبر ۲۰۱۲) یک کارگردان، و تهیه‌کننده اهل ایالات متحده آمریکا بود.